# Hermann Broch

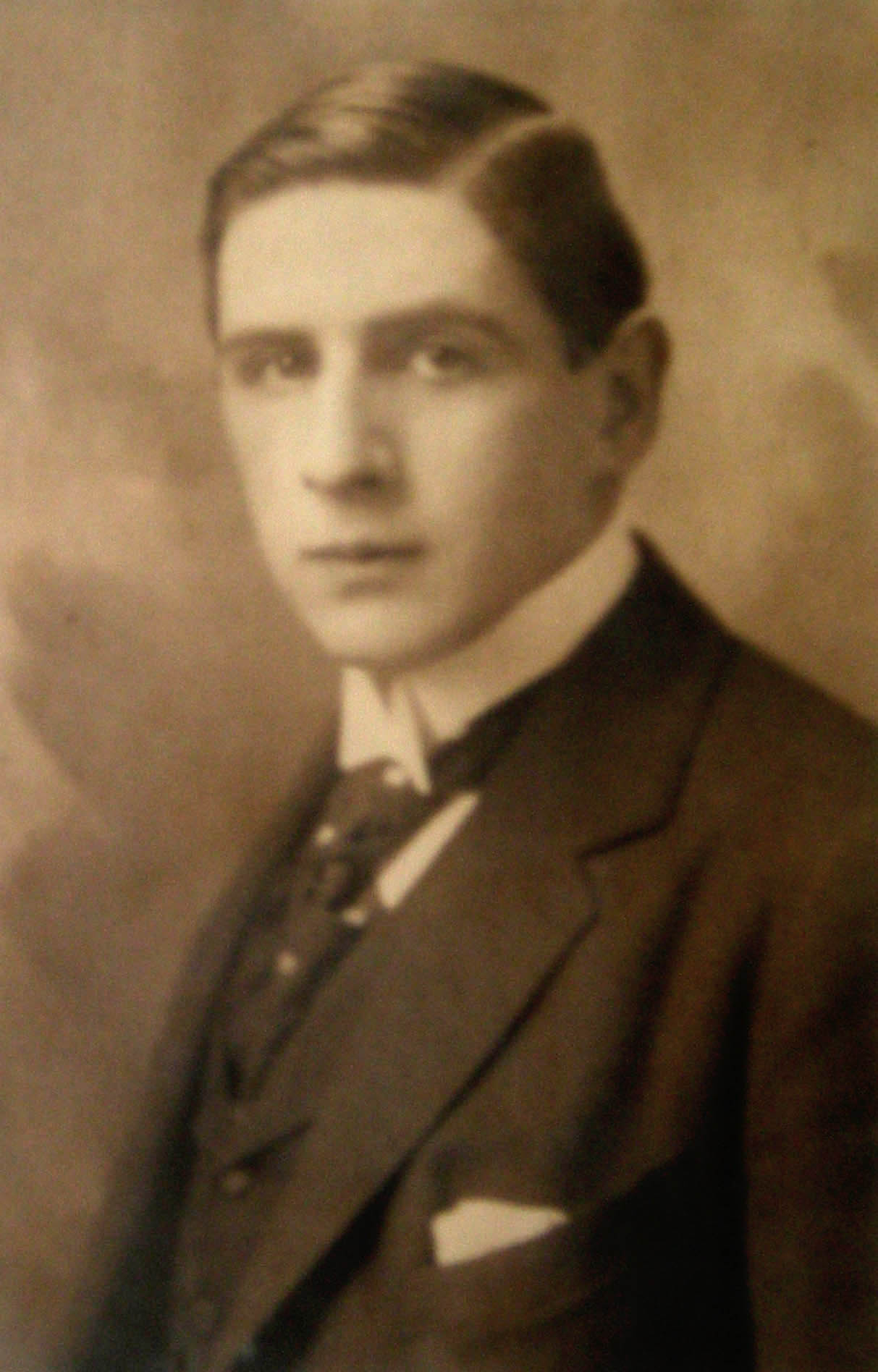
Hermann Broch, 1909.

Hermann Broch, född 1 november 1886 i Wien, död 30 maj 1951 i New Haven, Connecticut, var en österrikisk författare som betraktas som en av de stora modernisterna. 

## Liv
Hermann Broch föddes i en förmögen judisk familj och arbetade under en tid i familjens textilfabrik, även om han skrev på fritiden. Han konverterade till katolicismen 1909.
Han var bekant med Robert Musil, Rainer Maria Rilke, Elias Canetti, Franz Blei med flera. Han inledde sin karriär om heltidsförfattare först i 40-årsåldern efter att 1927 ha sålt företaget.
Broch greps vid nazisternas annektering av Österrike 1938, men en rörelse ledd av hans vänner - däribland James Joyce - lyckades få honom frigiven så han kunde emigrera; först till Storbritannien och sedan till USA.

## Verk
Hermann Brochs stora verk, Vergilii död (Der Tod des Vergil), som han började skriva då han satt i koncentrationsläger, publicerades först i USA i engelsk översättning 1945. Denna stora, svåra roman, i vilken verklighet och hallucination, poesi och prosa är så sammanvävda, handlar om de sista timmarna i den romerske poeten Vergilius liv, i Brindisis hamn, där han har sällskap av Augustus, hans beslut att bränna sitt epos Aeneiden, frustrationen över kejsaren, och hans slutgiltiga försoning med sitt öde. Detta verk ingår i världsbiblioteket.
Andra betydelsefulla verk av Broch är Sömngångare (Die Schlafwandler, 1930-1932, svensk komplett översättning 1982-1984) och (Die Schuldlosen, 1950). Sömngångare är en trilogi bestående av delarna Pasenow oder die Romantik (svensk översättning "Den romantiske löjtnanten" 1932) som utspelar sig 1888, Esch oder die Anarchie som utspelar sig 1903 och Huguenau oder die Sachlichkeit som utspelar sig 1918; där Broch använder "värderingarnas degenerering" som sitt huvudtema. Trilogin har hyllats av många kritiker. Broch skriver på ett lätt, lekfullt slingrande sätt, trots den filosofiska infallsvinkeln.